# 四苯基乙烯
四苯基乙烯是一种可以在建筑construction of what?以及医疗设备、包装和电器的制造中使用的化合物。

## 合成
四苯基乙烯可以由二苯二氯甲烷为原料，经金属还原而合成。也可由二苯酮经麦克默里反应制备。